# Municipio de Little River (condado de Transilvania)
El municipio de Little River (en inglés: Little River Township) es un municipio ubicado en el  condado de Transilvania en el estado estadounidense de Carolina del Norte. En el año 2010 tenía una población de 2.545 habitantes.

## Geografía
El municipio de Little River se encuentra ubicado en las coordenadas 35°13′43.42″N 82°38′20.44″O / 35.2287278, -82.6390111.